# CONAS
Il sistema CONAS (sigla per "Combined nuclear and steam propulsion") è un tipo di propulsione navale combinata che abbina propulsione atomica e propulsione a vapore.
Tale sistema viene utilizzato negli incrociatori lanciamissili della Classe Kirov. In tal caso il sistema consiste di due turbine a vapore alimentate da due reattori nucleari e due caldaie a vapore, complementari alla componente nucleare. Le turbine hanno ciascuna una potenza di 70000 Cavalli ed ognuna di esse è collegata ad un albero.